# Hermann Stickelmann
Hermann Stickelmann (* 22. September 1893 in Aachen; † 24. Januar 1949 in Lichtenberg) spielte als 25-Jähriger in der Novemberrevolution neben Wilhelm Grönke eine dominierende Rolle in Frankfurt am Main.

## Leben
Nach dem Besuch der Volksschule erlernte er den Beruf des Mechanikers. Vor dem Ersten Weltkrieg arbeitete er als Rennfahrer und Mitglied einer Akrobatengruppe. Dann folgte eine wechselvolle Karriere als Soldat: bei der Reiterei, in der Rüstungsindustrie und in verschiedenen Fliegerstaffeln. Im Ersten Weltkrieg war er Marineflieger, überflog den Sueskanal und wurde in Flandern eingesetzt. Angeblich wurde er wegen verschiedener Straftaten zum Tode verurteilt, kam aber durch die Revolution 1918 wieder frei. 1918/19 wurde er Mitglied des Frankfurter Arbeiter- und Soldatenrats sowie Leiter der Abteilung IV (Außendienst) des dortigen Marinesicherheitsdienstes.
Stickelmann wurde wegen schwerer Körperverletzung im Amt angeklagt. Einen Tag nach einer reaktionären, anti-französischen Demonstration am 17. Juni 1919 vor dem Carlton-Hotel war er mit einem Schweizer Gast, der ein Monokel trug, aneinandergeraten. Dem Schweizer Gast schlug Stickelmann das Monokel aus dem Gesicht und versuchte ihm einen Eiskübel über den Kopf zu stülpen. Weiter wurde er beschuldigt, durch schwere Misshandlungen Schwarzmarktlieferanten von Autoreifen zu einem Geständnis und zur Herausgabe der gestohlenen Reifen gezwungen zu haben.
Im Jahr 1927 wurde er in Leipzig erneut vor Gericht gestellt und zu 15 Jahren Haft verurteilt. Die Anklage lautete: Landesverrat in Tateinheit mit Freiheitsberaubung im Amte und Amtsbestechung. Stickelmann wurde vorgeworfen, er habe während seiner Tätigkeit im Marinesicherheitskommando Deutsche, welche die Franzosen in die Hand zu bekommen wünschten, entführt und gegen ein Kopfgeld über die Grenze verschleppt, wo besagte Personen misshandelt wurden. 
Dass Stickelmann ein Kopfgeld von den Franzosen erhalten hat, konnte nicht nachgewiesen werden, dies hätte den Tatbestand der Bestechung im Amt erfüllt. Richtig ist, dass die besagten Deutschen, die vorher Kontakt zum illegalen deutschen militärischen Geheimdienst hatten und weiter ins besetzte Elsass wollten (wo sie sich nicht hätten aufhalten dürfen), von Stickelmann und Grönke im Wald bei Goldstein, mitsamt dem bei den Deutschen gefundenen Koffer mit geheimen Papieren, an die Franzosen übergeben wurden.
Zu einer Wiederaufnahme des Prozesses sollte es nie kommen. Kurz nachdem eine Amnestie von Stickelmann erreicht worden war, fand die Machtübernahme durch die Nationalsozialisten statt. Nach Verbüßung der Haftstrafe wurde Hermann Stickelmann in den Emsländer Moorlagern interniert und schließlich in das Konzentrationslager Sachsenhausen überwiesen. Stickelmann erhielt dort die Häftlingsnummer 093071. Er wurde als Zwangsarbeiter bei der DEMAG eingesetzt und gehörte im Außenlager Falkensee des KZ Sachsenhausen dem geheimen Widerstand an. Bei der Verhinderung der Liquidierung aller Lagerinsassen am 27. April 1945 hatte er entscheidenden Anteil.

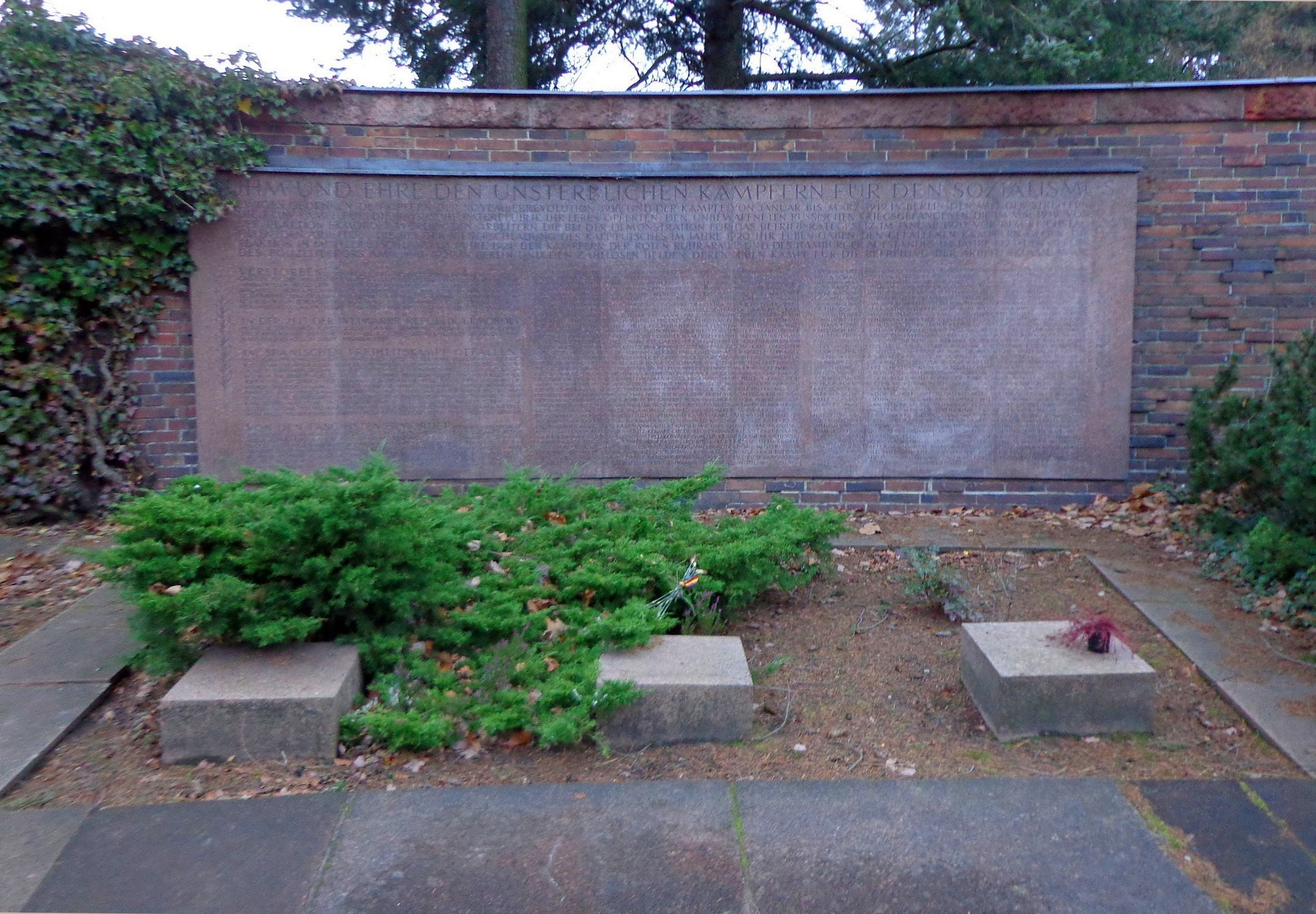
Gedenkstätte der Sozialisten, Porphyr-Gedenktafel an der Ringmauer mit Urnensammelgrab

Hermann Stickelmann heiratete kurz nach seiner Befreiung und zog nach Lichtenberg bei Berlin. Er starb am 24. Januar 1949 an einem schweren, durch seine lange Haftzeit verursachten Herzleiden. 
Seine Urne wurde in der Gedenkstätte der Sozialisten (Urnensammelgrab bei der großen Porphyr-Gedenktafel auf der rechten Seite der Ringmauer) auf dem Berliner Zentralfriedhof Friedrichsfelde beigesetzt.